# Friederich Münter
Friederich Christian Carl Heinrich Münter (Lubecca, 14 ottobre 1761 – Copenaghen, 9 aprile 1830) è stato un vescovo luterano, archeologo, filologo, massone, storico della Chiesa, numismatico, orientalista e naturalista tedesco naturalizzato danese.
Grande estimatore di Gaetano Filangieri con cui ebbe modo di confrontarsi sull’opera di questi, La scienza della legislazione; visse a casa del principe di Arianello per qualche settimana; per tramite di Filangieri ebbe modo di conoscere Carlo Mazzacane, benedettino illuminato.
Al rientro in patria tradusse in tedesco l’elogio di Donato Tommasi in ricordo di Filangieri, deceduto il 21 luglio 1788.

## Biografia
Figlio del pastore e teologo protestante Balthasar e di Magdalena von Wangenheim e fratello di Sophie Christiane Friederike Brun. A quattro anni si trasferì con la famiglia a Copenaghen e perciò amava firmarsi col nome danese, Frederik (ma nell'uso della nuova residenza, il primo e l'ultimo dei suoi nomi divennero anche Friedrich e Hinrich).
Nel 1781 cominciò i suoi studi all'Università di Göttingen, nel 1784 fu il primo protestante ad ottenere un dottorato in filosofia all'Università di Fulda, nel 1787 diventò professore all'Università di Copenhagen.
Nella chiesa riformata fu vescovo di Sjælland, l'isola su cui sorge la capitale danese.
Percorse buona parte dell'Europa. La sua azione più significativa egli la svolse nella capitale del Regno di Napoli e in Sicilia, ove soggiornò per tre volte (1785-1786) con un finanziamento del cugino del re e del re di Danimarca. A Roma, dove frequentò le biblioteche alla ricerca di documenti sui Templari, fu aiutato da Stefano Borgia, che più tardi divenne cardinale, e studiò la lingua copta e la scrittura cuneiforme: era noto per la conoscenza delle lingue antiche e di buona parte degli idiomi moderni.
Massone, fu Maestro venerabile della loggia di Copenaghen  Federico alla Speranza Coronata, membro del Rito scozzese rettificato col nome d'ordine di Fredericus ab Itinere (Frederik af Rejsen) e a partire dal 3 aprile 1783 dell'Ordine degli Illuminati con quello di Syrianus, di quest'ultimo costituì una loggia a Napoli insieme a Giuseppe Zurlo, Gaetano Carrascal, Emmanuele Mastelloni, Donato Tommasi, Mario Pagano e Nicola Pacifico.
Stabilì intensi e duraturi rapporti con costoro e con Domenico Cirillo, Pascale (o Pasquale) Baffi, Giuseppe Leonardo Albanese, Vincenzio Russo, Eleonora de Fonseca Pimentel, i quali saranno i promotori della Repubblica Napoletana e finiranno impiccati dopo il fallimento della rivoluzione del 1799.
Münter fondò pure una loggia a Roma, composta da stranieri in maggioranza tedeschi, di cui fu il Maestro venerabile, e fu anche membro della loggia di Palermo La Fratellanza, con Carlo Cottone, Francesco Paolo Di Blasi e Giuseppe Piazzi.

## Onorificenze
Cavaliere di Gran Croce dell'Ordine del Dannebrog (Danimarca) (1817-1830)
 Commendatore di I Classe dell'Ordine del Dannebrog (Danimarca) (1812-1817)
 Cavaliere dell'Ordine del Dannebrog (Danimarca) (1808-1812)

## Opere

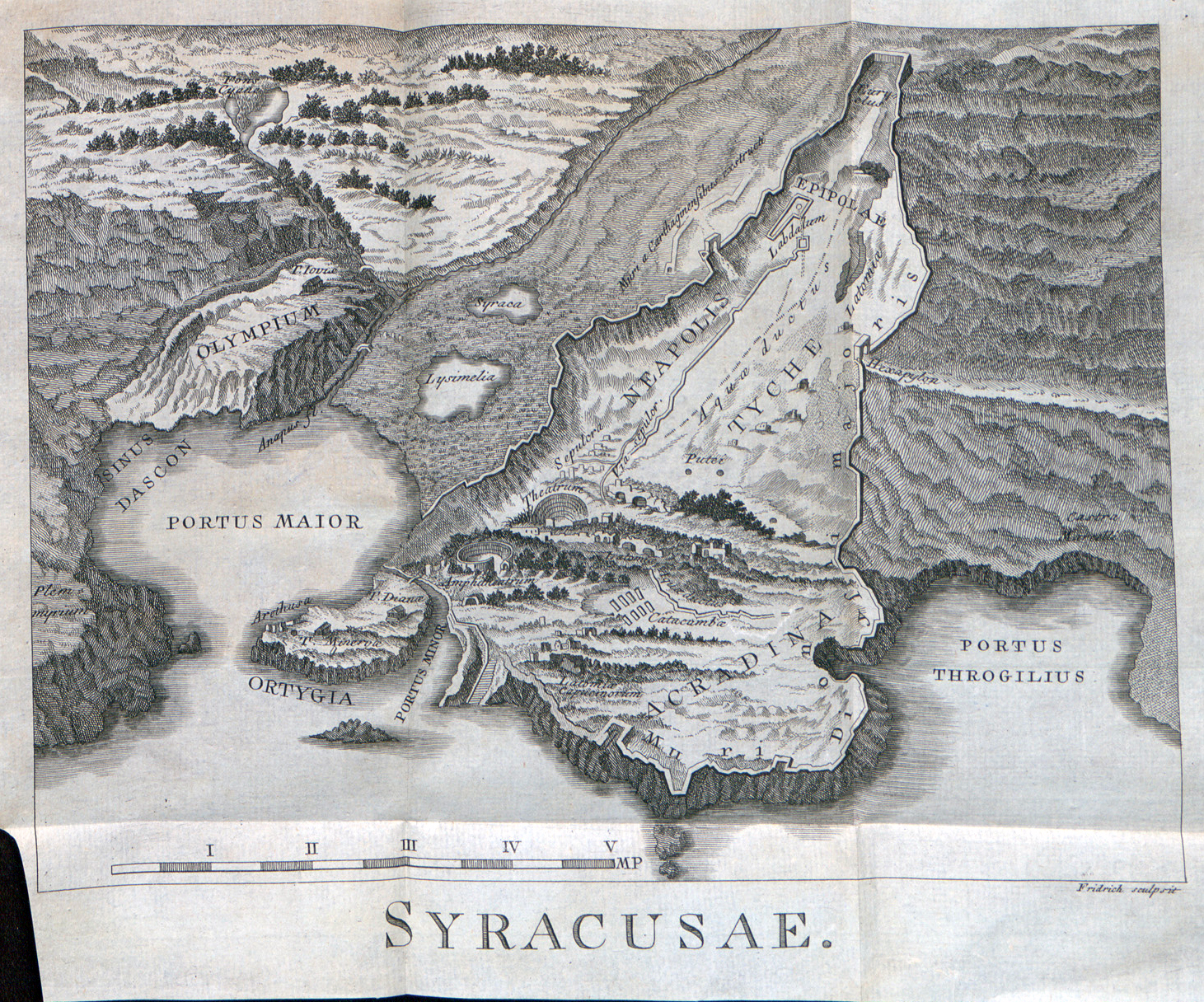
Carta di Siracusa in Nachrichten von Neapel und Sicilien, 1790

- Nachrichten von Neapel und Sicilien, Copenaghen, Christian Gottlob Proft, 1790.
- De aetate versionum Novi Testamenti copticorum (1790)
- Dr. Balthasar Münters Leben und Charakteristik (1793)
- Statutenbuch des Ordens der Tempelherren. - Sinzheim, AAGW, 2002 <Repr. d. Ausg. Berlin 1794>
- Vermischte Beyträge zur Kirchengeschichte. - Kopenhagen, Proft & Storch, 1798
- Haandbog i den ældste christelige kirkes dogmehistorie (1801-04)
- Den danske reformations historie (1802)
- Betrachtung über die natürliche Religion (1805)
- Religion der Karthager (1816; 2. Aufl. 1821)
- Viaggio in Sicilia, trad. Francesco Pecanni, Palermo, 1823.
- Die Kirchengeschichte von Dänemark und Norwegen (3 Bände, 1823-33)
- Sinnbilder und Kunstvorstellungen der alten Christen (1825)
- Religion der babylonier (1827)
- Viaggio in Sicilia, vol. 1, Milano, Sonzogno, 1831.
- Viaggio in Sicilia, vol. 2, Milano, Sonzogno, 1831.
- Aus den Tagebüchern Friedrich Münters Wander-und Lehrjahre eines dänischen Gelehrten, a cura di O. Andreasen, Kopenhagen und Leipzig, 1837, 3 vol.
- "Noticen für die Geschichte der Freimeurerey mitgetheilt vom Br. Bishof Münter zu Kopenhagen", in: Kalender für die Provinzial-Loge von Mecklenburg, 1931, VIII, pp. 92–103.